# Argi
Az Argi (oroszul: Арги) folyó Oroszország ázsiai részén, eredetileg a Zeja bal oldali mellékfolyója.

## Földrajz
Hossza: 350 km, vízgyűjtő területe: 7090 km².
A Dzsugdir-hegység nyugati lejtőjén ered. A kezdeti rövid hegyi szakasz után nagyrészt a Felső-Zeja-síkságon folyik nyugat felé. A Zeja felduzzasztásával 1980-ban keletkezett Zejai-víztározó keleti végébe ömlik. Október közepén befagy, helyenként fenékig. Május elején szabadul fel a jég alól.
Jelentősebb bal oldali mellékfolyója az Amkan (132 km) és az Unja (113 km).